# 耶律吼
耶律吼（やりつ こう、911年 - 949年）は、遼（契丹）の政治家。字は曷魯。六院部夷離菫の耶律蒲古只の末裔。

## 経歴
耶律吼の性格は実直で施しを好んだ。耶律吼は太宗に信任され、会同6年（943年）に南院大王となった。かれの行政手法は清廉で簡素であり、人々も耶律吼が年少であるからと言って軽視することはできなかった。後晋の石重貴が臣と称するのをやめ、言動が傲慢になってきたため、耶律吼は後晋の罪を数えて討伐すべきと上奏した。会同7年（944年）以後、太宗が後晋に対して親征すると、耶律吼は六院部の兵を率いて従軍した。
大同元年（947年）1月、太宗が開封に入城すると、契丹の諸将はみな絹織物や珍しい宝物を奪い合ったが、耶律吼はひとり馬鎧を取ったので、太宗に賞賛された。4月、太宗が欒城で死去したとき、遺言がなかったため、契丹の軍中は恐れと不安にざわついていた。耶律吼は北院大王耶律洼と会合して「天子の位は1日の空位もあってはなりませんが、もし皇太后と相談すれば、間違いなく李胡を立てようとします。李胡は暴戻残忍な人物で、民をなつかせることができませんし、必ずや人望のある者を排斥しようとするでしょう。ならば永康王を立てるべきです」と言った。耶律洼はこれに合意した。耶律安摶がやってくると、耶律吼と意気投合し、永康王を擁立することに衆議定まった。この永康王が世宗であった。
しばらくして、耶律吼は功績により採訪使の位を加えられ、宝貨を賜ることとなった。耶律吼は「臣は位がすでに高く、さらなる富を求めようとは思いません。臣の従弟の耶律琭の諸子は事件に連座して奴隷に落とされております。陛下が哀れんでかれらを救済なさるなら、臣は受けた恩賜に感謝するでしょう」と言って断った。世宗は「耶律吼は重い賞与を捨てて、族人のために懇請するとは、その賢遠なること甚だしいな」と言って許可した。
当時の契丹の名流には「七賢」とされる人物が伝わっていたが、耶律吼はそのひとりであった。天禄3年（949年）、死去した。享年は39。
子に耶律何魯不があった。

## 伝記資料
- 『遼史』巻77 列伝第7